# José Soares (Politiker, I)
José Soares ist ein Politiker aus Osttimor. Er ist Mitglied der FRETILIN.
Bei den Wahlen zur Verfassunggebenden Versammlung am 30. August 2001 gewann Soares das Direktmandat des Distrikts Ermera mit 39,79 % der Stimmen.
Mit der Unabhängigkeit Osttimors am 20. Mai 2002 wurde die Versammlung zum Nationalparlament und Soares Abgeordneter. Hier war er Mitglied der Kommission D (Kommission für Landwirtschaft, Fischerei und Umwelt). Nach den Neuwahlen im Juni 2007 schied Soares aus dem Parlament aus.